# Ottmar Walter
Ottmar Kurt Herrmann Walter (6/3/1924 – 16/6/2013) là cựu tiền đạo của đội tuyển Tây Đức.
Ông đã chơi cùng anh trai của mình, Fritz Walter, tại câu lạc bộ 1. FC Kaiserslautern. Họ cũng cùng nhau khoác áo đội tuyển bóng đá quốc gia Đức trong kỳ FIFA World Cup 1954. Walter đã ghi được bốn bàn thắng trong giải đấu, giúp Tây Đức giành chức vô địch World Cup đầu tiên trong lịch sử. Tổng cộng, Walter có 20 lần ra sân và ghi được 10 bàn thắng cho đội tuyển Tây Đức. Đối với câu lạc bộ 1. FC Kaiserslautern, ông đã ghi được con số kỷ lục 336 bàn thắng trong 321 trận đấu ở các giải quốc nội và cúp.
Ông ra mắt đội một vào năm 1942 khi mới 18 tuổi, chơi ở vị trí tiền vệ cánh trái, trong trận thắng đậm 7–1 trước SV Waldhof Mannheim.
Trong Thế chiến II, ông bị triệu tập vào Hải quân Đức (Kriegsmarine) và chịu chấn thương nặng ở đầu gối phải. Sau nhiều cuộc phẫu thuật, ông buộc phải kết thúc sự nghiệp thi đấu vào năm 1958.

## Sự nghiệp

### Sự nghiệp câu lạc bộ
Sinh ra tại Kaiserslautern, Walter và hai người anh em của mình, Fritz và Ludwig, đều gia nhập câu lạc bộ địa phương 1. FC Kaiserslautern. Sau khi ra mắt đội bóng vào năm 1942, ông được điều động bởi hải quân đến Kiel, nơi ông thi đấu cho Holstein Kiel.
Đến cuối những năm 1940, Walter trở thành tiền đạo trung tâm của 1. FC Kaiserslautern. Giống như người anh Fritz, ông xử lý bóng một cách tinh tế, đồng thời sở hữu tốc độ và cú sút mạnh mẽ. Là một tiền đạo trung tâm, ông cũng thường xuyên di chuyển ra biên.

### Cuộc sống sau bóng đá
Sau khi kết thúc sự nghiệp thi đấu, Walter tập trung vào việc quản lý một trạm xăng mà ông đã thuê từ năm 1954. Tuy nhiên, khi ký hợp đồng, ông không để ý đến một điều khoản trong hợp đồng quy định rằng nếu hợp đồng bị rút lại, trạm xăng và toàn bộ tài sản tại đó sẽ thuộc về người thuê mới. Điều này xảy ra vào năm 1969, và hậu quả là Walter đã cố gắng tự tử. Tuy nhiên, ông sống sót và sau này mô tả hành động đó là một “phản ứng hoảng loạn” This happened in 1969 and in consequence of this Walter tried to commit suicide. However, he survived and later described that attempted suicide as a "panic reaction"..
Sau đó, Walter tìm được công việc làm nhân viên cho thành phố Kaiserslautern.
Ông qua đời vào ngày 16 tháng 6 năm 2013.
1. ↑  "Ottmar Walter - Spielerprofil".
2. ↑  "Ottmar Walter". worldfootball.net. Truy cập ngày 16 tháng 6 năm 2013.
3. ↑  "Ottmar Walter" (bằng tiếng Đức). fussballdaten.de. Truy cập ngày 16 tháng 6 năm 2013.
4. 1 2  Glanvile, Brian (ngày 18 tháng 6 năm 2013). "Ottmar Walter obituary". The Guardian. Truy cập ngày 18 tháng 6 năm 2013.
5. 1 2  Bitter, Jürgen (1997). Deutschlands Fußball Nationalspieler (bằng tiếng Đức). Sportverlag. tr. 523.